# Filantropie

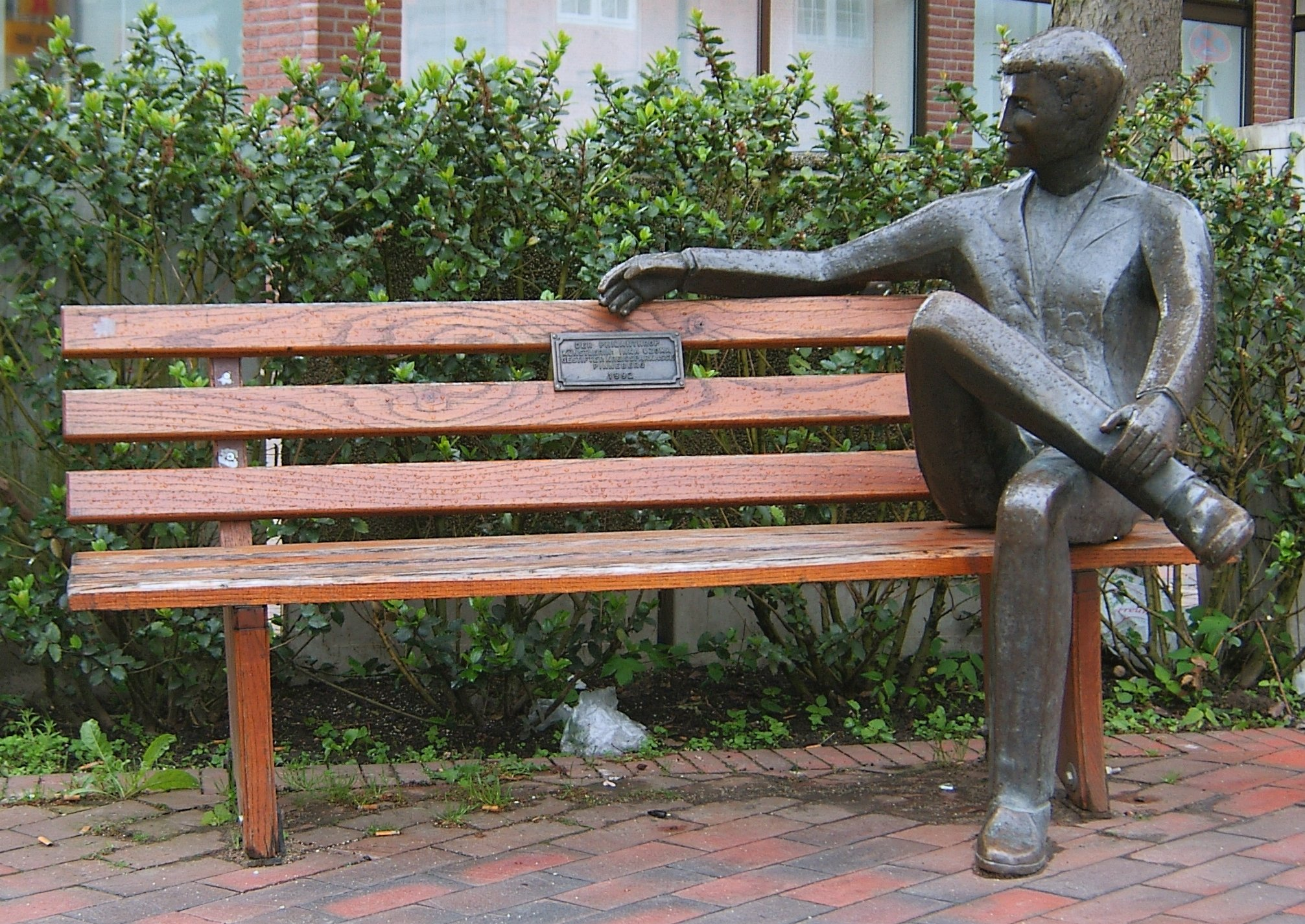
"Der Philanthrop". Plastiek in Pinneberg (1992)

Filantropie betekent etymologisch 'liefde voor de mensheid', in de zin van 'het zorgen voor', 'het voeden van', 'het verbeteren van' of 'het vergroten van' de levenskwaliteit of het ontwikkelingspotentieel van mensen. In moderne praktische termen is filantropie de ontplooiing van privé-initiatieven voor het publieke welzijn, gericht op het verbeteren van de levensomstandigheden van anderen. Het tegenovergestelde van filantropie is misantropie.

## Oorsprong
Algemeen wordt aangenomen dat het woord voor het eerst gebruikt werd in het oude Griekenland, door de tragediedichter Aeschylus, of althans door de schrijver van "Prometheus geboeid". Daarin wordt verteld hoe de primitieve wezens die zich later zouden ontwikkelen tot mensen, aanvankelijk zonder kennis, vaardigheden of enige vorm van cultuur, in duistere grotten leefden en voortdurend vreesden voor hun leven. Zeus, de tirannieke koning der goden, besloot hen te vernietigen. Maar gedreven door Prometheus' "philantropos tropos" (menslievende aard), gaf hij hen twee geschenken: vuur (impliciet: kennis, vaardigheden, technologie, kunsten, wetenschap); en "blinde hoop" of optimisme. Deze twee gingen samen – met vuur konden mensen optimistisch zijn; met optimisme konden ze vuur constructief gebruiken, namelijk om hun levensomstandigheden te verbeteren.
Het nieuwe woord, φιλάνθρωπος philantropos, was een combinatie van twee woorden: φίλος philos, "liefhebben" in de zin van weldoen, geven om, of voeden; and ἄνθρωπος anthropos, "de mens" in de zin van "mensheid", of "menselijkheid". Wat de mythische Prometheus liefhad, was "de mens" als wezen, en het menselijk potentieel – datgene waartoe deze pré-mensen zich zouden kunnen ontplooien, met behulp van "vuur" en "blinde hoop". De twee geschenken stelden de mens in feite in staat zich te ontwikkelen tot een geciviliseerd wezen. "Philantropía" – liefhebben wat het betekent om mens te zijn – werd beschouwd als de sleutel tot, en de essentie van, beschaving.
De oude Grieken adopteerden de "liefde voor de mensheid" als opvoedkundig ideaal, met als doel uitmuntendheid (arete) – de hoogste trap van zelfontplooiing, van lichaam, ziel en geest. Het filosofische woordenboek van de Akademeia van Plato omschreef Philantropia als: "Een staat van welopgevoede gewoonten, voortkomend uit liefde voor de mensheid. Een zijnswijze die bijdraagt aan het welbevinden van mensen". Philantropia werd later door de Romeinen vertaald naar het Latijn als simpelweg "humanitas" (menselijkheid). Omdat de emanciperende - de menselijke ontwikkeling bevorderende - geschenken van Prometheus ingingen tegen de tirannie van Zeus, werd Philantropia tevens in verband gebracht met vrijheid en democratie. Zowel Socrates als de wetten van Athene werden omschreven als "filantropisch en democratisch", een gangbare uitdrukking, volgens de idee dat filantropisch ingestelde mensen in staat kunnen worden geacht tot zelfbestuur.
In de oudheid was het een ongeschreven verplichting van de rijken om een deel van hun vermogen ten goede te laten komen aan de gemeenschap. Dit evergetisme bracht veel aanzien. In inscripties vereeuwigden de weldoeners hun vrijgevigheid, vaak met de afkorting DSPF : De sua pecunia fecit. Onwilligen werden soms met zachte dwang aan hun verplichting herinnerd, anderen ruïneerden zich uit vrije wil in prestigeprojecten. Het christendom had een afkeer van opzichtige weldaden en beriep zich daarvoor op het evangelie: als je een aalmoes geeft, laat je linkerhand dan niet weten wat de rechter doet (Mt. 6:3).

## Filantropie in Nederland

### Tot circa 1800
Reeds in de Gouden Eeuw nam Nederland in de wereld een vooraanstaande positie in op het gebied van liefdadigheid. In de middeleeuwen was de armenzorg nog grotendeels de taak van de (toen nog ongedeelde, rooms-katholieke) kerk geweest, maar gaandeweg ontstond een wirwar aan private instellingen. Opstand, Reformatie en een sterk toegenomen welvaart in de Gouden Eeuw zorgden voor ingrijpende wijzigingen in het armenzorgstelsel. Kerk en staat vielen niet langer samen. Vele kerkgenootschappen bedeelden op den duur hun eigen geloofsgenoten, terwijl degenen die daarbij buiten de boot vielen, geholpen werden door de burgerlijke 'armbesturen', die werden aangesteld door de stedelijke overheden. Het politieke bestel dat groeide, duidt men tegenwoordig aan met de term 'corporatisme'. De republiek was een federatie van provincies met een zwak centraal maar daarentegen sterk stedelijk gezag. De stadsbesturen delegeerden een aanzienlijk deel van hun macht aan grotendeels zelfstandig functionerende organisaties van belanghebbenden, de "corpora", zoals gilden, schutterijen en charitatieve instellingen. De stadsbesturen hielden toezicht op afstand en grepen in de regel slechts in bij wanbeheer of publieke onrust.

### 1800–1912
Na groeiend verzet tegen de 'regentenmaatschappij' (zowel de stadsbesturen als de leden van charitatieve instellingen), trachtte men eind 18e eeuw het corporatieve stelsel op te heffen. Gilden werden afgeschaft en men poogde een staatsarmenzorg te realiseren. De vele plaatselijke, grotendeels autonome, charitatieve instellingen verzetten zich hevig hiertegen. In 1800 kwam er een landelijke armenwet. Deze verklaarde de armenzorg tot een publieke dienst met recht op onderstand (bijstand). De algemene armenkas werd echter gedwarsboomd door de plaatselijke armbesturen, die weigerden om hun armen over te dragen aan de staat. Deze verstoorde relatie tussen de staat en de bijzondere charitas bleef gedurende de hele 19e eeuw bestaan. Zo werd Thorbecke's liberale concept-armenwet van 1851, die meer staatstoezicht op de armenzorg voorschreef, wegens groot verzet van de lokale (kerkelijke en particuliere) armbestuurders, verworpen. De armenwet van 1854 liet alles bij het oude en plaatste zelfs nog meer nadruk op de particuliere en kerkelijke sector dan voorheen het geval was.
Toch bleef gedurende de 19e eeuw de invloed van de overheid enigszins groeien. Door gebrek aan geld en geschikte vrijwilligers bij de bijzondere armenzorg en door het opkomende sociaal-liberale klimaat, raakte de bijzondere armenzorg steeds meer in het nauw en kwam een beginnende sociale wetgeving in zicht. In 1895 publiceerde de Maatschappij tot Nut van 't Algemeen een rapport met felle kritiek op de financiële en organisatorische ontoereikendheid en stelselloosheid van de armenzorg en op het gebrek aan samenwerking tussen de verschillende instellingen. Op grond van dit rapport volgde in 1901 een concept-armenwet, strevend naar meer staatsinvloed op de armenzorg, die door fel verzet van vooral kerkelijke zijde werd verworpen. Pas in 1912 kwam een armenwet tot stand die iets meer staatsinvloed mogelijk maakte, maar nog steeds sterk leek op de wet uit 1854.

### Oorlogsjaren
Tijdens de Tweede Wereldoorlog wilde de nationaalsocialistische overheid de Nederlandse armenzorg hervormen naar het model van de Duitse 'Winterhilfe' teneinde de sociale zorg te controleren en ideologisch te beïnvloeden. De kerken protesteerden hier fel tegen, en wisten uiteindelijk te bewerkstelligen dat zij door mochten gaan met het collecteren voor goede doelen en dat geld ook zelf mochten besteden. Wel waren collectes aan huis voortaan verboden. Dat verbod gold ook de particuliere armenzorg, die bij gebrek aan een inzamelingsruimte als een kerk, daarmee van geldwervingsmogelijkheden was verstoken. De particuliere sector kon kiezen tussen samenwerken met de bezetter – waarbij wel mocht worden gecollecteerd, maar bijvoorbeeld arme joodse families niet mochten worden bedeeld – of zich opheffen. Veelal werd voor dat laatste gekozen (tot na de oorlog).

### 1965–2000
In 1965 werd de Algemene bijstandswet ingevoerd en de rol van de bijzondere charitas leek definitief uitgespeeld, temeer omdat de welvaart in Nederland sterk toenam. In de jaren 80 trad echter een onverwachte kentering op. Enerzijds nam de armoede in Nederland toe, anderzijds verloor de nog steeds imposante verzorgingsstaat wat van haar glans toen de regering mede uit geldgebrek op haar sociale zorg bezuinigde. Steeds meer mensen vielen door de mazen van de verzorgingsstaat en de verzoeken om hulp namen toe. In het bewustwordingsproces van de 'nieuwe armoede' speelden de kerken een belangrijke rol. In de marge van de verzorgingsstaat bleek de charitas een aanvullende rol te kunnen spelen voor individuen in bijzonder moeilijke omstandigheden, waaronder ook 'illegalen', die krachtens de Koppelingswet van een uitkering verstoken blijven.
De Raad van Kerken en de kerkelijke charitas verdedigen de hulp aan illegalen op grond van humanitaire beginselen en met een beroep op haar godsdienstige en historische roeping, zoals overigens ook werd gesteld tijdens de Franse Tijd en gedurende de Duitse bezetting. De staat is niet helemaal ongevoelig voor een dergelijke hulp aan 'illegalen', maar is niet gesteld op een openlijk frustreren van overheidsbeleid en op de 'aanzuigende werking' die van een dergelijke hulp uit zou kunnen gaan. Op dit punt blijft de relatie tussen staat en bijzondere charitas gevoelig, ofschoon tegelijkertijd op vele andere punten sprake is van goede samenwerking met lokale overheidsinstellingen, die inzien dat charitatieve fondsen noden kunnen verlichten die anders moeilijk te lenigen zijn.

### Na 2000
De filantropiemarkt bestaat uit geldwervende fondsen zoals KWF Kankerbestrijding, KNRM), vermogens-fondsen zoals Van Leer Group Foundation, Het Cultuurfonds) en lokale wervende fondsen en organisaties. De sector wordt vertegenwoordigd door de koepel SBF (Samenwerkende Brancheorganisaties Filantropie). Het Kabinet Rutte heeft in 2011 een convenant met de sector filantropie gesloten om elkaar beter te informeren en – waar mogelijk te versterken.
In Nederland is de aandacht voor filantropie in de loop der jaren groter geworden, deels omdat de welvaart is gegroeid en deels omdat de overheid haar verzorgingsstelsel meer is gaan privatiseren. Filantropie wordt door de Nederlandse overheid gedefinieerd als "het vrijwillig geven van geld, goederen of inzet door particulieren, bedrijven en fondsen voor het goede doel". Volgens het tweejaarlijks rapport Geven in Nederland (GIN) van de Vrije Universiteit Amsterdam was het filantropisch geven in Nederland tussen 1995 en 2007 verdubbeld naar bijna 4.3 miljard euro. In 2012 was de omzet van de filantropische organisaties circa €4.7 miljard.
Overzicht van de totale giften in Nederland, in miljoenen euro's:
| 1995  | 1997  | 1999  | 2001  | 2003  | 2005  | 2007  |
| ----- | ----- | ----- | ----- | ----- | ----- | ----- |
| 2.279 | 2.163 | 3.422 | 3.615 | 4.924 | 4.376 | 4.271 |

Deze bedragen zijn in werkelijkheid hoger, omdat veel private stichtingen, opgericht door
vermogende particulieren en families, in de luwte opereren en hun werk niet openbaar maken.
Daardoor is hun werk niet gerepresenteerd in de GIN-onderzoeken.
Filantropie wordt van overheidswege ondersteund door het belastingvoordeel dat filantropische stichtingen krijgen als ze de status van algemeen nut beogende instelling genieten. Dit voordeel is dusdanig groot dat volgens VU-hoogleraar filantropie Theo Schuyt de grens tussen particuliere filantropie en besteding van overheidsgeld in Nederland niet altijd helder is.
De Wetenschappelijke Raad voor het Regeringsbeleid (WRR) publiceerde in 2018 een kritische verkenning van de Nederlandse filantropie (over de rol van particuliere huishoudens, bedrijven, vermogensfondsen, geldwervende fondsen en loterijen). Zie: Peter de Goede, Erik Schrijvers & Marianne de Visser (red.), Filantropie op de grens van overheid en markt (Den Haag, 2018).

## België
Volgens onderzoek uit 2010 van Itinera Institute gaven Belgische filantropen vooral aan stichtingen rond gezondheid en medisch onderzoek (39%), gevolgd door armenzorg (20%), humanitaire hulp (19%), milieuzorg (9%), en onderwijs (7%).

## Internationaal
Een vooral in de Verenigde Staten sedert de 19e eeuw opduikend fenomeen is dat van schatrijke ondernemers die een (groot) deel van hun fortuin schenken aan stichtingen of liefdadigheidsinstellingen. Voorbeelden daarvan zijn onder meer de industrieel Andrew Carnegie (1835-1919), oliebaron John D. Rockefeller (1839-1937) en autobouwer Henry Ford (1863-1947); in de 21e eeuw Microsoft-miljardair Bill Gates, Facebook-mede-eigenaar Mark Zuckerberg en MacKenzie Scott, ex-echtgenote van Amazonbaas Jeff Bezos, en youtuber MrBeast. In 2019 kritiseerde Anand Giridharadas dit fenomeen in zijn boek Waarom de superrijken de wereld niet zullen veranderen.